# 단군본기
《단군본기》(檀君本紀)는 한국의 고대 역사서로서 현존하지 않는다. 이승휴의 《제왕운기》(帝王韻記)에서 사료로서 인용되었다. 김부식이 편찬한 《삼국사기》(三國史記)에 사료로 기록된 《고기》(古記)와 동일한 책일 가능성이 제기되고 있다.
조선 정조 때 안정복은 《동사강목》(東史綱目)에서 《고기》는 《단군고기》(檀君古記)의 약칭으로서 단군의 사적을 기록한 문헌으로 보았으며, 이승휴의 《제왕운기》(帝王韻記)에서 인용한 《단군본기》(檀君本紀)와 같은 책이라고 보았다.

## 같이 보기
- 이승휴
- 제왕운기